# Золота медаль Ленглі
Золота́ меда́ль Ле́нглі (англ. Langley Gold Medal) або  Медаль Семюела П. Ленглі за аеродроміку (англ. Samuel P. Langley Medal for Aerodromics) — наукова та інженерна нагорода, яку присуджує Смітсонівський інститут за видатні досягнення в аеронавтиці та астронавтиці. Названа на честь Семюела Ленглі, третього секретаря Смітсонівського інституту, була запроваджена Регентською радою у 1908 році.

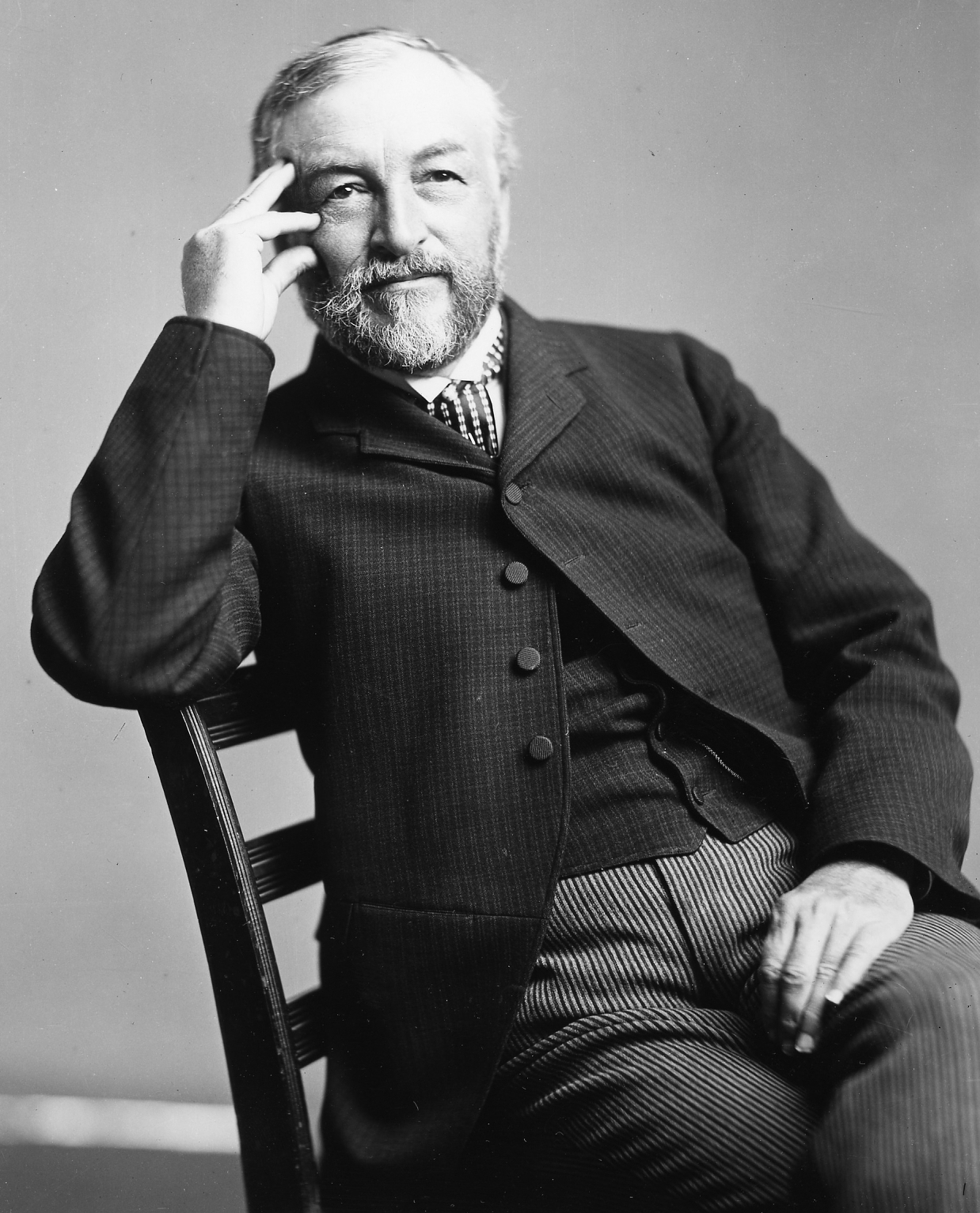
Семюел Пірпонт Ленглі (бл. 1895), на вшанування пам'яті якого названо нагороду

Медаль засновано на пропозицію Александера Грема Белла. ЇЇ присуджують за «вагомі дослідження в галузі аеродроміки та їх застосування в авіації».

## Список лауреатів
- 1910 Вілбер та Орвілл Райт[3]
- 1913 Гленн Кертісс, Гюстав Ейфель[4]
- 1927 Чарльз Ліндберг[5]
- 1929 Чарлз Менлі[en] (нагороджений посмертно), Річард Берд
- 1935 Джозеф Еймс[en]
- 1955  Джером Кларк Гансейкер[en][6]
- 1960 Роберт Ґоддард (нагороджений посмертно)
- 1962 Г'ю Латімер Драйден[en]
- 1964 Алан Шепард
- 1967 Вернер фон Браун[7]
- 1971 Семюел Філліпс
- 1976 Джеймс Вебб
- 1976  Ґровер Ленінг[en]
- 1981 Чарлз Старк Дрейпер
- 1981 Роберт Томас Джонс[en]
- 1983 Росс Перо-молодший[en] і Jay Coburn
- 1987 Баррі Голдвотер
- 1992 Бенджамін О. Девіс-молодший[en]
- 1999 Ніл Армстронг, Базз Олдрін and Майкл Коллінз[2][8]